# Durgapur
Durgapur (Bengalisch: দুর্গাপুর, Durgāpur) ist eine Industriestadt im Distrikt Bardhaman im indischen Bundesstaat Westbengalen. Sie hat zirka 570.000 Einwohner (Volkszählung 2011).
Durgapur liegt am Fluss Damodar an der Eisenbahnlinie Delhi-Haora und ist 170 Kilometer entfernt von Kolkata. Andere wichtige Orte im Umkreis sind Asansol, Bishnupur und Shantiniketan.
Die Stadt wurde in den 1950er Jahren gegründet und als Planstadt von den Architekten Joseph Allen Stein und Benjamin Polk entworfen. Sie ist bekannt durch ihre Stahlindustrie mit zwei Stahlwerken mit insgesamt 40.000 Beschäftigten, Durgapur Steel Plant (DSP) und Alloy Steel Plant (ASP), die beide von der Steel Authority of India betrieben werden.